# Alonso de Proaza
Alonso de Proaza (Asturias, 1445 - 1519) Humanista, comediógrafo y polígrafo español del siglo XV-XVI.

## Biografía
Fue un activo editor y corrector de imprenta. Vivió en su juventud en Oviedo, estudiando en la Universidad de Salamanca, graduándose como bachiller de artes, y siendo amigo de Fernando de Rojas. Proaza corrigió y editó diversas ediciones de La Celestina y prologó la segunda edición de la obra. También escribió los versos acrósticos de su comienzo y las coplas de su final. En Valencia fue secretario del obispo de Tarazona, Guillén Ramón de Moncada y de Vilaragut, y conoció y promovió la obra de Ramon Llull. En 1504 fue designado catedrático de Retórica de la Universidad de Valencia. Tiene calle dedicada en Oviedo. De Valencia, dejó escrito: "Toda jardín de plazeres/I deleytes abastada, De damas lindas, hermosas, En el mundo muy loada/De mas y de mas polidos Galanas la mas preciada/"Euxemplo de polideza Corte contino llamada".
D. W. McPheeters le ha dedicado la monografía, El humanista español Alonso de Proaza (1961) editorial Castalia.

## Obras
- Oratio luculenta de laudibus Valentiae